# Notre-Dame-d'Oé
Pour les articles homonymes, voir Notre-Dame.
Notre-Dame-d'Oé est une commune française située dans le département d'Indre-et-Loire en région Centre-Val de Loire.

## Géographie

### Localisation et paysages
La commune est située sur le plateau nord de l'agglomération tourangelle. Immédiatement au nord de Tours, elle jouxte aussi les communes de Mettray, Chanceaux-sur-Choisille et Parçay-Meslay. Son territoire d'openfield est traversé par le ruisseau de la Perrée, affluent de la Choisille.

### Communes limitrophes
|                     | Chanceaux-sur-Choisille |               |
| Mettray             | Notre-Dame-d'Oé         | Parçay-Meslay |
| Saint-Cyr-sur-Loire | Tours                   |               |

### Hydrographie

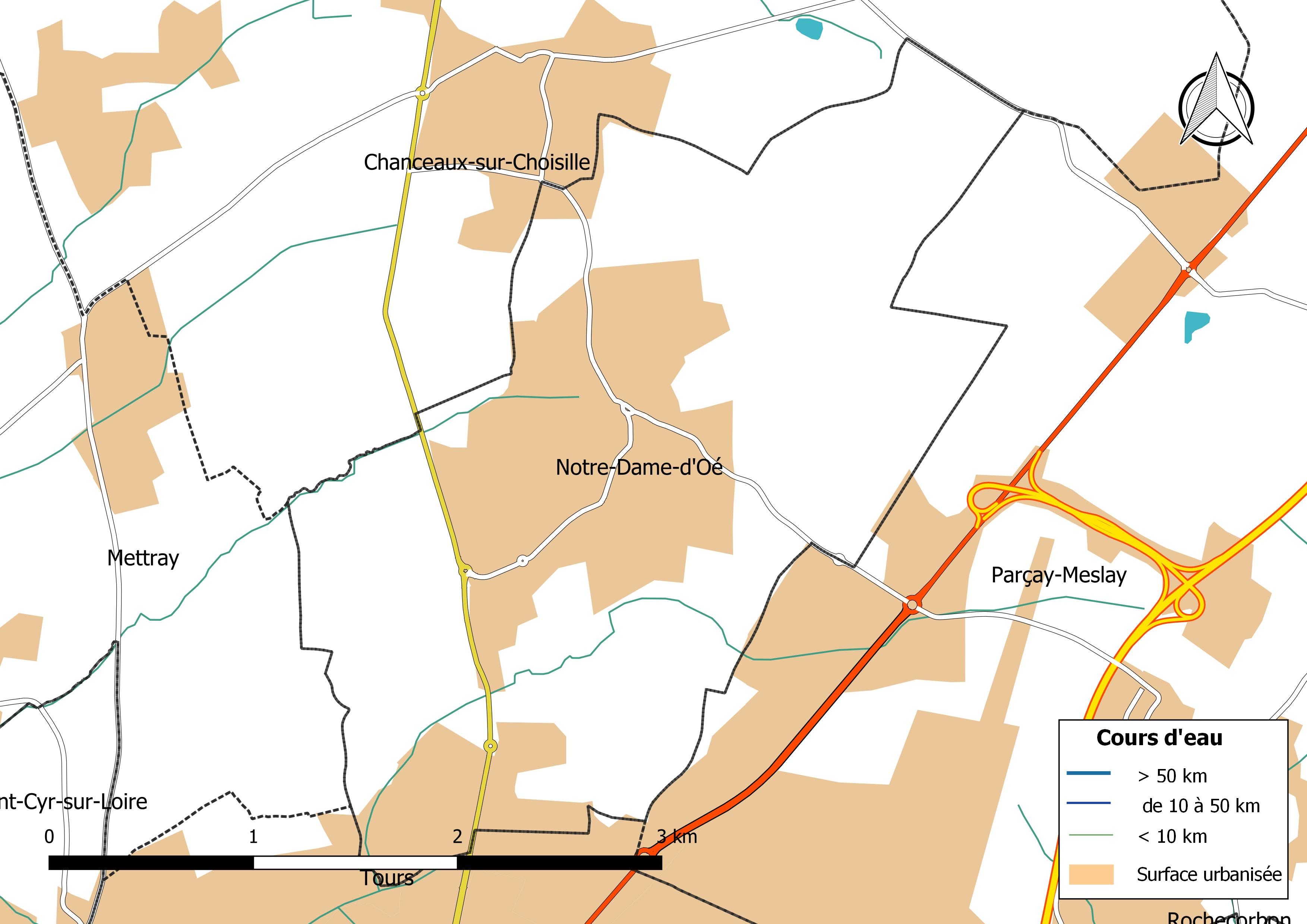
Réseau hydrographique de Notre-Dame-d'Oé.

Le réseau hydrographique communal, d'une longueur totale de 4,42 km, comprend deux petits cours d'eau pour certains temporaires,.
Trois zones humides ont été répertoriées sur la commune par la direction départementale des territoires (DDT) et le conseil départemental d'Indre-et-Loire : « la Fosse à la Boite », « Le Marais » et « la vallée du Ruisseau de la Perrée »,.

### Climat
Pour des articles plus généraux, voir Climat du Centre-Val de Loire et Climat d'Indre-et-Loire.
En 2010, le climat de la commune est de type climat océanique dégradé des plaines du Centre et du Nord, selon une étude du CNRS s'appuyant sur une série de données couvrant la période 1971-2000. En 2020, Météo-France publie une typologie des climats de la France métropolitaine dans laquelle la commune est exposée à un climat océanique altéré et est dans la région climatique Moyenne vallée de la Loire, caractérisée par une bonne insolation (1 850 h/an) et un été peu pluvieux.
Pour la période 1971-2000, la température annuelle moyenne est de 11,1 °C, avec une amplitude thermique annuelle de 15 °C. Le cumul annuel moyen de précipitations est de 680 mm, avec 11,3 jours de précipitations en janvier et 6,8 jours en juillet. Pour la période 1991-2020, la température moyenne annuelle observée sur la station météorologique de Météo-France la plus proche, « Tours - Parcay-Meslay », sur la commune de Parçay-Meslay à 3 km à vol d'oiseau, est de 12,2 °C et le cumul annuel moyen de précipitations est de 677,8 mm,. Pour l'avenir, les paramètres climatiques de la commune estimés pour 2050 selon différents scénarios d'émission de gaz à effet de serre sont consultables sur un site dédié publié par Météo-France en novembre 2022.
| Mois                                  | jan.             | fév.             | mars           | avril           | mai             | juin           | jui.           | août           | sep.           | oct.            | nov.            | déc.             | année      |
| ------------------------------------- | ---------------- | ---------------- | -------------- | --------------- | --------------- | -------------- | -------------- | -------------- | -------------- | --------------- | --------------- | ---------------- | ---------- |
| Température minimale moyenne (°C)     | 2,5              | 2,3              | 4,3            | 6               | 9,4             | 12,6           | 14,4           | 14,3           | 11,4           | 9               | 5,3             | 2,9              | 7,9        |
| Température moyenne (°C)              | 5,1              | 5,6              | 8,6            | 11              | 14,5            | 18             | 20,2           | 20,2           | 16,8           | 13              | 8,3             | 5,5              | 12,2       |
| Température maximale moyenne (°C)     | 7,7              | 9                | 12,9           | 16              | 19,6            | 23,4           | 25,9           | 26             | 22,1           | 17              | 11,4            | 8,1              | 16,6       |
| Record de froid (°C) date du record   | −17,4 17.01.1987 | −14,2 04.02.1963 | −10,3 01.03.05 | −3,4 21.04.1991 | −0,6 08.05.1974 | 2,6 05.06.1969 | 4,3 05.07.1965 | 4,8 30.08.1986 | 0,9 11.09.1972 | −2,3 29.10.1997 | −7,1 24.11.1998 | −18,5 29.12.1964 | −18,5 1964 |
| Record de chaleur (°C) date du record | 16,9 15.01.1975  | 22,1 27.02.19    | 25,3 31.03.21  | 29,2 30.04.05   | 31,8 27.05.05   | 39,1 18.06.22  | 40,8 25.07.19  | 39,8 10.08.03  | 35,5 09.09.23  | 31,1 02.10.23   | 22,3 07.11.15   | 18,5 07.12.00    | 40,8 2019  |
| Ensoleillement (h)                    | 684              | 952              | 1 488          | 1 873           | 2 142           | 2 285          | 2 471          | 2 377          | 1 913          | 1 229           | 789             | 646              | 18 848     |
| Précipitations (mm)                   | 63               | 52,4             | 48,7           | 53              | 57,7            | 53,2           | 46,6           | 44             | 51,8           | 66              | 69,3            | 72,1             | 677,8      |

## Urbanisme

### Typologie
Au 1er janvier 2024, Notre-Dame-d'Oé est catégorisée ceinture urbaine, selon la nouvelle grille communale de densité à sept niveaux définie par l'Insee en 2022.
Elle appartient à l'unité urbaine de Tours, une agglomération intra-départementale regroupant 38  communes, dont elle est une commune de la banlieue,,. Par ailleurs la commune fait partie de l'aire d'attraction de Tours, dont elle est une commune de la couronne,. Cette aire, qui regroupe 162 communes, est catégorisée dans les aires de 200 000 à moins de 700 000 habitants,.

### Occupation des sols
L'occupation des sols de la commune, telle qu'elle ressort de la base de données européenne d’occupation biophysique des sols Corine Land Cover (CLC), est marquée par l'importance des territoires agricoles (68 % en 2018), en diminution par rapport à 1990 (82,2 %). La répartition détaillée en 2018 est la suivante : 
terres arables (56,2 %), zones urbanisées (25 %), zones industrielles ou commerciales et réseaux de communication (7 %), zones agricoles hétérogènes (6,4 %), prairies (5,4 %). L'évolution de l’occupation des sols de la commune et de ses infrastructures peut être observée sur les différentes représentations cartographiques du territoire : la carte de Cassini (XVIIIe siècle), la carte d'état-major (1820-1866) et les cartes ou photos aériennes de l'IGN pour la période actuelle (1950 à aujourd'hui).

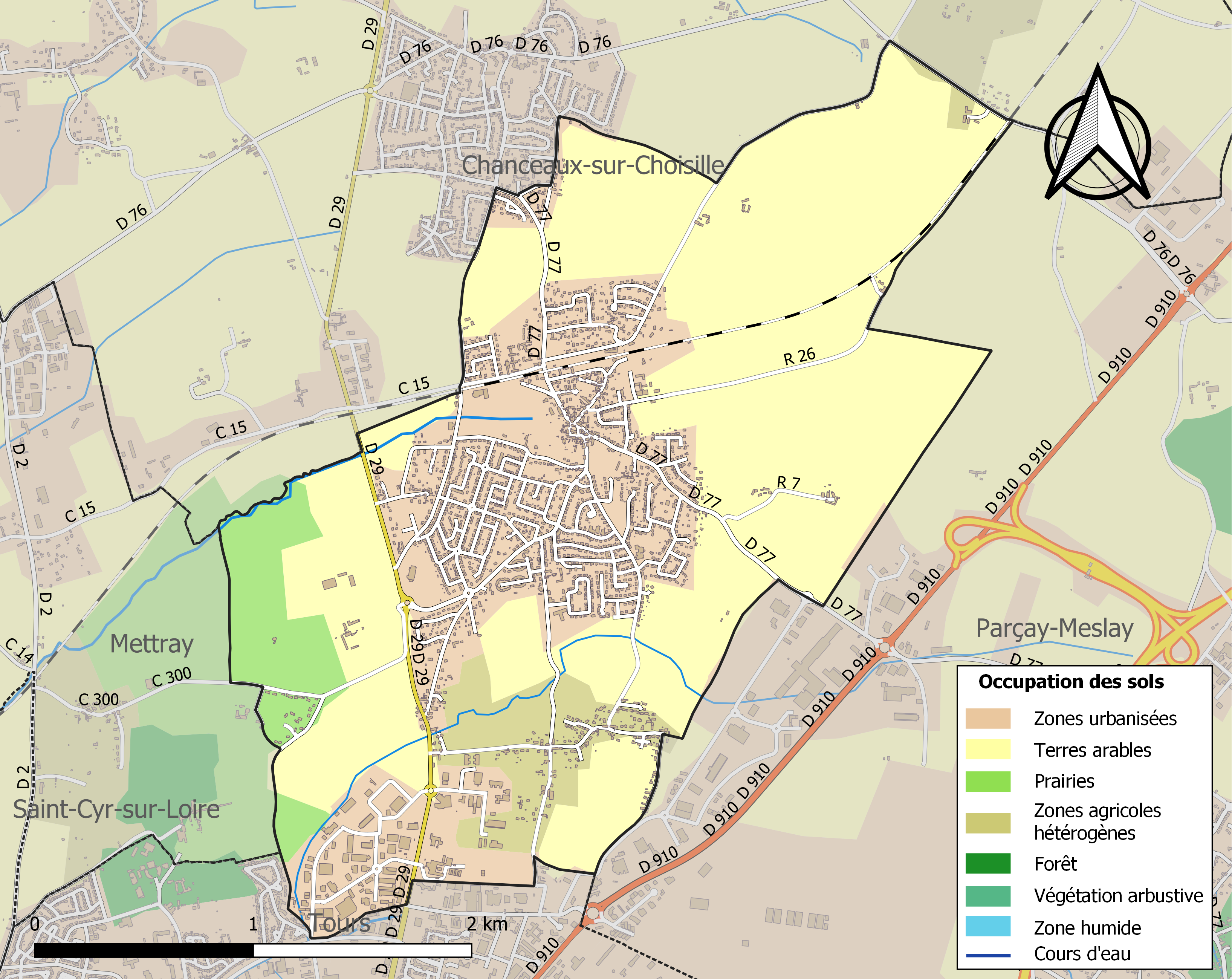
Carte des infrastructures et de l'occupation des sols de la commune en 2018 (CLC).

### Risques majeurs
Le territoire de la commune de Notre-Dame-d'Oé est vulnérable à différents aléas naturels : météorologiques (tempête, orage, neige, grand froid, canicule ou sécheresse) et séisme (sismicité très faible). Un site publié par le BRGM permet d'évaluer simplement et rapidement les risques d'un bien localisé soit par son adresse soit par le numéro de sa parcelle.

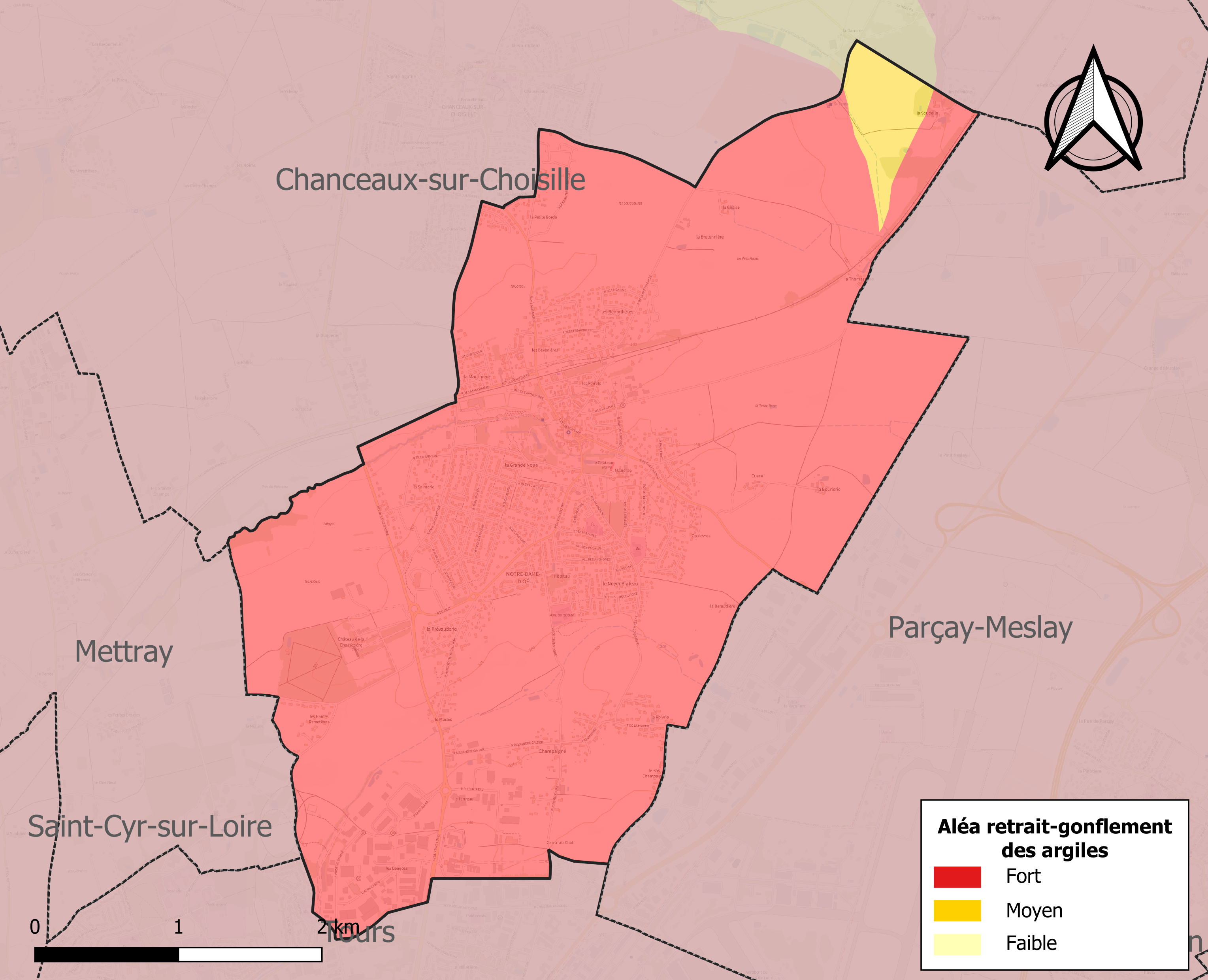
Carte des zones d'aléa retrait-gonflement des sols argileux de Notre-Dame-d'Oé.

Le retrait-gonflement des sols argileux est susceptible d'engendrer des dommages importants aux bâtiments en cas d’alternance de périodes de sécheresse et de pluie. La totalité de la commune est en aléa moyen ou fort (90,2 % au niveau départemental et 48,5 % au niveau national). Sur les 1 563 bâtiments dénombrés sur la commune en 2019, 1563 sont en aléa moyen ou fort, soit 100 %, à comparer aux 91 % au niveau départemental et 54 % au niveau national. Une cartographie de l'exposition du territoire national au retrait gonflement des sols argileux est disponible sur le site du BRGM,.
Concernant les mouvements de terrains, la commune a été reconnue en état de catastrophe naturelle au titre des dommages causés par la sécheresse en 1990, 1991, 1992, 1993, 1996, 1997, 2011, 2018 et 2019 et par des mouvements de terrain en 1999.

## Histoire

### Préhistoire
En 2005, lors de la construction d’un lotissement industriel, les fouilles ont permis de découvrir un établissement rural gaulois et antique. La fondation du site est datée La Tène D1 par la construction d’une ferme enclose. Les dernières transformations gallo-romaines interviennent entre les années 120 et 230.

### Moyen-Âge
Par le passé, Notre-Dame-d'Oé s'est appelée successivement Odacus (IXe siècle), Odatus (charte de Charles le Chauve), Odoadus (938), Odiatum (1119), Oé (1209), Oetus (1211), Parochia d'Oé (XIIIe siècle, cartulaire de l'archevêché de Tours).
Dès le IXe siècle la collégiale de Saint-Martin possédait le territoire d'Oé. La viguerie de l'église appartenait à l’archevêché de Tours. En 1119, l'archevêque Gilbert donna ce droit à la collégiale de Saint-Martin qui l'attacha à une dignité appelée prévôté. En 1177, la collégiale de Saint-Martin fut confirmée dans la possession de l'église d'Oé : ecclésia S.Marioe de Odoado. Il existait dans cette localité une maladrerie qui fut réunie par lettres patentes du 11 juillet 1968 à l'Hôtel Dieu de Tours.
Avant la révolution de 1789, Notre Dame d'Oé était du ressort de l'élection de Tours et faisait partie de l'archidiaconé d'Outre-Loire et du doyenné de Vernou. En 1793 elle dépendait du district de Tours.

### Temps modernes
Au cours de la Révolution française, la commune porta provisoirement le nom de Oë.

## Politique et administration

### Tendances politiques et résultats
| Scrutin             | Scrutin             | 1er tour | 1er tour | 1er tour | 1er tour | 1er tour  | 1er tour | 1er tour | 1er tour | 1er tour | 1er tour | 1er tour | 1er tour | 2d tour | 2d tour | 2d tour | 2d tour | 2d tour | 2d tour |
| Scrutin             | Scrutin             | 1er      | 1er      | %        | 2e       | 2e        | %        | 3e       | 3e       | %        | 4e       | 4e       | %        | 1er     | 1er     | %       | 2e      | 2e      | %       |
| ------------------- | ------------------- | -------- | -------- | -------- | -------- | --------- | -------- | -------- | -------- | -------- | -------- | -------- | -------- | ------- | ------- | ------- | ------- | ------- | ------- |
| Présidentielle 2017 | Présidentielle 2017 |          | EM       | 26,70    |          | LFI       | 23,48    |          | LR       | 21,25    |          | FN       | 12,38    |         | EM      | 78,82   |         | FN      | 21,18   |
| Présidentielle 2022 | Présidentielle 2022 |          | LREM     | 36,18    |          | RN        | 19,64    |          | LFI      | 18,35    |          | EELV     | 5,66     |         | LREM    | 66,88   |         | RN      | 33,12   |
| Législatives 2022   | 2e                  |          | RE-Ens   | 35,30    |          | LFI-Nupes | 25,97    |          | RN       | 17,82    |          | LR       | 8,60     |         | RE      | 54,37   |         | LFI     | 45,63   |
| Législatives 2024   | 2e                  |          | RE-Ens   | 37,20    |          | RN        | 29,27    |          | LFI-NFP  | 24,11    |          | LR       | 7,28     |         | RE      | 65,83   |         | RN      | 34,17   |

### Liste des maires
| Période                                  | Période   | Identité           | Étiquette   | Qualité                                                                          |
| ---------------------------------------- | --------- | ------------------ | ----------- | -------------------------------------------------------------------------------- |
| 1929                                     | 1965      | Martial Rousseau   |             |                                                                                  |
| 1965                                     | 1970      | Jean Rousseau      |             |                                                                                  |
| 1970                                     | mars 1971 | Andrée Chatain     |             |                                                                                  |
| mars 1971                                | mars 1983 | Roger Rullier      |             |                                                                                  |
| mars 1983                                | mars 1989 | Jean Cresienzo     |             |                                                                                  |
| mars 1989                                | mai 2020  | Jean-Luc Galliot   | PS puis DVG | Retraité Vice-président de Tours Métropole Val de Loire                          |
| mai 2020                                 | En cours  | Patrick Lefrançois | DVG         | Responsable Ressources Humaines Membre du Bureau de Tours Métropole Val de Loire |
| Les données manquantes sont à compléter. |           |                    |             |                                                                                  |

### Jumelages
Au 13 décembre 2012, la commune est jumelée avec :
- Saint-Gabriel-de-Brandon (Québec) depuis 1992 (ce jumelage n'est plus actif.)
- Fizeş (ro) (Roumanie) depuis 1990
- Anna (Espagne) depuis 2005
- Barleben (Allemagne) depuis 2007

La commune a entretenu des relations amicales avec le village de Chaussenac (Cantal) et la ville de Bury (Royaume-Uni).

## Population et société

### Démographie
L'évolution du nombre d'habitants est connue à travers les recensements de la population effectués dans la commune depuis 1793. Pour les communes de moins de 10 000 habitants, une enquête de recensement portant sur toute la population est réalisée tous les cinq ans, les populations de référence des années intermédiaires étant quant à elles estimées par interpolation ou extrapolation. Pour la commune, le premier recensement exhaustif entrant dans le cadre du nouveau dispositif a été réalisé en 2008.

En 2022, la commune comptait 4 358 habitants, en évolution de +6,68 % par rapport à 2016 (Indre-et-Loire : +1,67 %, France hors Mayotte : +2,11 %).
| 1793 | 1800 | 1806 | 1821 | 1831 | 1836 | 1841 | 1846 | 1851 |
| ---- | ---- | ---- | ---- | ---- | ---- | ---- | ---- | ---- |
| 337  | 353  | 361  | 404  | 450  | 465  | 453  | 501  | 487  |

| 1856 | 1861 | 1866 | 1872 | 1876 | 1881 | 1886 | 1891 | 1896 |
| ---- | ---- | ---- | ---- | ---- | ---- | ---- | ---- | ---- |
| 429  | 477  | 481  | 504  | 501  | 481  | 481  | 491  | 468  |

| 1901 | 1906 | 1911 | 1921 | 1926 | 1931 | 1936 | 1946 | 1954 |
| ---- | ---- | ---- | ---- | ---- | ---- | ---- | ---- | ---- |
| 430  | 452  | 404  | 404  | 382  | 417  | 398  | 516  | 546  |

| 1962 | 1968 | 1975  | 1982  | 1990  | 1999  | 2006  | 2008  | 2013  |
| ---- | ---- | ----- | ----- | ----- | ----- | ----- | ----- | ----- |
| 542  | 568  | 1 149 | 2 155 | 2 557 | 3 359 | 3 489 | 3 532 | 3 929 |

| 2018  | 2022  | - | - | - | - | - | - | - |
| ----- | ----- | - | - | - | - | - | - | - |
| 4 165 | 4 358 | - | - | - | - | - | - | - |

### Enseignement
Notre-Dame-d'Oé se situe dans l'Académie d'Orléans-Tours (Zone B) et dans la circonscription de Tours Nord-Sud.
La commune possède deux établissements scolaires, l'école maternelle Henri-Dés et l'école élémentaire Françoise-Dolto.

### Transport
La ville est desservie par la ligne de bus 56 de Fil bleu. Une ligne de train dessert également la ville sur l'axe Tours-Vendôme-Chartres-Paris. Notre Dame d'Oé est proche de l’aérogare de l'aéroport de Tours-Val de Loire. Elle bénéficie du service de location de vélo Velociti.

## Culture locale et patrimoine

### Lieux et monuments
- Manoir de La Chassetière : élégant manoir avec étage mansardé ; dans le parc subsiste un cadran solaire pédiculé de 1723. Construit au début du XVIIe siècle par Victor Brodeau, descendant de Jean Brodeau, marchand pelletier à Tours, qui possédait déjà la propriété en 1521. Mais l'architecture de l'édifice infirme cette opinion. La date de 1720, gravée au-dessus d'une porte de la façade ouest semble être celle de l'édification du bâtiment. Les Brodeau vendirent le domaine en 1656 à François Besnard, bourgeois à Tours. Au début du XVIIIe siècle une partie du fief appartenait à Joseph Aubry et une autre à Le Gras, inspecteur des fermes générales, dont les descendants furent seigneurs de la Chassetière jusqu'en 1782. Ce fut peut être René Le Gras qui construisit le château actuel. En 1782 celui-ci fut acquis par Philippe Vallée (dit du Hautmesnil), ingénieur en chef de la généralité de Tours (qui participa à la construction du Pont de Pierre sur la Loire à Tours).
- Parc et demeure directoire de Mazières : fief relevant de la prévôté d'Oé. Une partie du mur d'enceinte date du XVIe siècle et a conservé deux échauguettes. La façade est couronnée d'un fronton triangulaire timbré aux armes de Beaumont et d'un deuxième blason non déterminé[35]. Le bâtiment date du XVIIIe siècle. 2 ailes construites au XIXe le prolongent au nord et au sud. La propriété a été occupée par les troupes allemandes lors de la Seconde Guerre mondiale. De très belles granges (impasse de le Ferme de Mazières) appartenaient à la propriété d'origine comme le square Anne-Frank devenu propriété de la ville et ouvert au public. Le parc et le château de Mazières ont été acquis par la ville en 2013. La Mairie y est installée depuis avril 2015.
- L'Hopiteau : construction importante du XVIIIe siècle. Façade couronnée d'un fronton triangulaire et une aile en retour d'équerre. Escalier avec rampe en fer forgé. Charpente remarquable. Puits mitoyen. Deux petits pavillons, contemporains du château, accostent la grille d'entrée au parc. Restauré vers 1905, le bâtiment accueille une dizaine de logements privatifs.
- Église Notre-Dame : bâtiment communal et son presbytère situé en centre bourg. Possède une nef du XIe siècle. Remanié à diverses époques (1540-1720), restaurée intérieurement vers une galerie de vitraux des maîtres verriers tourangeaux Lucien-Léopold Lobin, Jean-Prosper Florence, Georges Clément (XIXe siècle).
- Lavoir
- Ancienne gare SNCF
- Manoir de La Noue : ancienne propriété de Jean Lefebvre (1883-1957), petit-fils de Jean-Baptiste Joseph Lefebvre (1819-1893), industriel, cofondateur du Peignage Prouvost-Lefebvre à Roubaix en 1851.
- Fontaine Bernard Sellier, place de l'Église
- Complexe culturel Oésia : construit en 2001. Architecte Pierre et Levenez. L'auditorium qui porte le nom de PIEM comporte 550 places assises - 1100 places en concert debout. Gradins mobiles de conception unique : plate-forme de 35 tonnes qui libère l'espace au sol en quelques minutes.
- Zones d'activités économiques de l'Arche d'Oé et du Haut Chemin : 70 entreprises implantées dont les laboratoires Francereco-Chimex-Boiron-Laprovet-

Équipements
Gymnase Marcel-Kobzik - Gymnase communautaire Sébastien-Barc - Stade Georges-Romien - Tennis de la Perrée-Aire couverte de tennis Isabelle Demongeot-
Centre équestre (Les Haras d'Oé) - Squash de niveau national (Central Club)- Bowling 24 pistes (Skybowl)-
Centre de loisirs - Crèche -RAM « les Farfadets » - Centre de loisirs Les ptits'loups - Restaurant scolaire- Cap jeunes - Bibliothèque municipale - Atelier communal - Parc intercommunal de la Cousinerie - Grandes Brosses-Square Anne-Frank- Parc à daims de La Perrée

### Personnalités liées à la commune

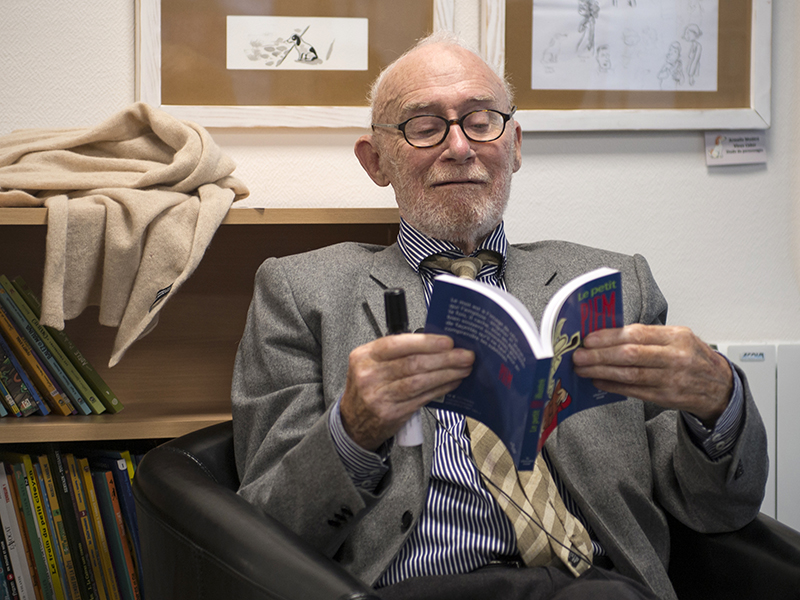
Le dessinateur Piem.

- Victor Brodeau (1502-1540), seigneur de La Chassetière.
- Louis de Marolles (1851-1941), amiral est né à Notre-Dame-d'Oé.
- Pierre de Barrigue de Montvallon dit Piem (1923-2020), dessinateur, a été membre du conseil municipal de Notre-Dame-d'Oé, où il est mort et où il est inhumé.

### Héraldique
| Blason de Notre-Dame-d'Oé | Les armes de Notre-Dame-d'Oé se blasonnent ainsi : D'or à Notre Dame de carnation vêtue d'azur, couronnée d'étoiles d'argent, posée sur un tertre de sinople, le touchant de son long sceptre fleurdelysé pour en faire jaillir une source aussi d'argent, au chef burelé d'argent et de gueules de huit pièces chargé d'un bâton pastoral de sable brochant. Ce blason est contesté par les historiens et héraldistes. La vierge ne devrait pas y figurer sous cette forme (symbole d'une rose) ; il n'est pas utilisé en l'état par la ville. |